# Pond Creek
Pond Creek is een plaats (city) in de Amerikaanse staat Oklahoma, en valt bestuurlijk gezien onder Grant County.

## Demografie
Bij de volkstelling in 2000 werd het aantal inwoners vastgesteld op 896.
In 2006 is het aantal inwoners door het United States Census Bureau geschat op 799, een daling van 97 (-10,8%).

## Geografie
Volgens het United States Census Bureau beslaat de plaats een oppervlakte van
2,2 km², geheel bestaande uit land. Pond Creek ligt op ongeveer 320 m boven zeeniveau.

## Plaatsen in de nabije omgeving
De onderstaande figuur toont nabijgelegen plaatsen in een straal van 24 km rond Pond Creek.